# Óláfr Þórðarson
Óláfr Þórðarson (1210 circa – 1259) è stato uno storico e poeta islandese.
Era chiamato anche Óláfr hvítaskáld, cioè "Óláfr lo scaldo bianco", in contrasto con uno scaldo suo contemporaneo chiamato Óláfr svartaskáld ("Óláfr lo scaldo nero"). Óláfr era il figlio del fratello di Snorri Sturluson e trascorse la sua giovinezza in casa di Snorri dove ebbe una parte importante della sua educazione di storico; particolarmente importante fu il suo Trattato sulla Grammatica.
Dopo la morte di suo padre nel 1237, egli viaggiò in Norvegia, dove risiedette alla corte di re Haakon IV e dello jarl Skule Bårdsson, prima di andare in Danimarca dal suo re Valdemaro I; probabilmente visitò anche re Erik XI di Svezia. Nel 1240 servì re Haakon come huscarl nella Battaglia di Oslo.
Tornato in Islanda, egli fu il lögsögumaður dell'isola tra il 1252 e il 1256. Divenne uno scaldo famoso e compose poemi sui tre re scandinavi che furono parzialmente inclusi nella Knýtlinga saga, composta probabilmente con materiale che aveva raccolto in Danimarca.
| Controllo di autorità | VIAF (EN) 51596581 · ISNI (EN) 0000 0000 4940 0532 · CERL cnp01961446 · LCCN (EN) nr97024414 · GND (DE) 1051929385 |